# Món quà của cha
Món quà của cha là một bộ phim truyền hình được thực hiện bởi Trung tâm Phim truyền hình Việt Nam, Đài Truyền hình Việt Nam do Vũ Minh Trí làm đạo diễn. Phim phát sóng vào lúc 21h40 thứ 2, 3, 4 hàng tuần bắt đầu từ ngày 17 tháng 7 năm 2023 và kết thúc vào ngày 30 tháng 8 năm 2023 trên kênh VTV3.

## Nội dung
Món quà của cha kể về cuộc sống của ông Nhân (Võ Hoài Nam) và ba người con của ông là Trọng Nghĩa (Tuấn Tú), Diệu Thảo (Nguyễn Ngọc Huyền) và Trọng Hiếu (Lưu Duy Khánh). Ông Nhân làm nghề đóng quan tài, vớt xác chết đuối ở vùng quê, một mình nuôi các con khôn lớn. Sau này, con trai cả là Trọng Nghĩa lập gia đình, con gái út là Diệu Thảo học năm cuối thanh nhạc trên thành phố, ông Nhân sống ở quê cùng con trai út. Mỗi người con của ông Nhân đều có những lúc không thể hiểu hết được tấm lòng của cha gây phiền muộn cho đấng sinh thành, nhưng cuối cùng, trong hành trình trưởng thành, trải qua bao khó khăn, họ đã nhận ra được tình yêu vô bờ của cha, sự hy sinh không đòi hỏi đáp đền.

## Diễn viên

### Diễn viên chính
- Võ Hoài Nam trong vai Ông Nhân[5][6]
- Minh Hòa trong vai Bà Thủy[7][8]
- Tuấn Tú trong vai Trọng Nghĩa[9][10]
- Nguyễn Hương Giang trong vai Quyên[11][12]
- Nguyễn Ngọc Huyền trong vai Diệu Thảo[13]
- Lưu Duy Khánh trong vai Trọng Hiếu[12]

### Diễn viên phụ
- Thanh Tú trong vai Bà Thản[14]
- Phạm Anh Tuấn trong vai Chồng Dung
- Hoàng Huy trong vai Ông Cung
- Lương Thu Hà trong vai Ninh "loe"[15][16]
- Nguyễn Quỳnh Trang trong vai Ngọc
- Vũ Hồng Thái trong vai Phi[17]
- Trúc Quỳnh trong vai Dung[18]
- Dương Anh Đức trong vai Bo
- Trần Quốc Anh (B Trần) trong vai Phúc[19]
- Đào Trúc Mai trong vai Cô Nguyệt
- Minh Thu trong vai Hải Ly
- Hải Ly trong vai Oanh
- Tiến Ngọc trong vai Hưng
- Hàn Trang trong vai Diệu Anh
- Nguyễn Thị Mai Huê trong vai Yến[20]
- Lâm Đức Anh trong vai Báu
- Thái Dương trong vai Cò đất
- Nguyễn Bảo Linh trong vai Bé Ân
- Nguyễn Ngọc An Nhiên trong vai Bé Bông
- Kim Ngân trong vai Nga
- Thủy Tiên trong vai Béo
- Nguyễn Huy trong vai Mượt
- Mai Mạnh trong vai Còi
- Phương Hạnh trong vai Mẹ Phi

Cùng một số diễn viên khác....

## Nhạc phim
- Mong ước cho con

Sáng tác: Trần Quang Duy
Thể hiện: Lan Quỳnh
- Ave Maria

Sáng tác:  Franz Schubert
Thể hiện: Lan Quỳnh
- Gió đánh đò đưa

Dân ca Bắc Bộ 

Thể hiện: Lan Quỳnh
- Cha và con gái

Sáng tác: Nguyễn Văn Chung
Thể hiện: Lan Quỳnh
- Sẽ mãi một tình yêu (OST Hương vị tình thân)

Sáng tác: Trần Quang Duy
Thể hiện: Minh Vương M4U

## Sản xuất
Bộ phim do Vũ Minh Trí làm đạo diễn, kịch bản được chấp bút bởi Đặng Thu Hà, Nguyễn Ngọc Quỳnh Chi và Hiểu Anh. Đây là dự án thứ hai trong năm 2023 của Vũ Minh Trí, sau Đừng làm mẹ cáu. Quá trình ghi hình tác phẩm diễn ra từ ngày 25 tháng 4 năm 2023 và kết thúc vào ngày 23 tháng 8 cùng năm, với bối cảnh chủ yếu ở Hà Nội.
Vai chính lần lượt do Võ Hoài Nam, Tuấn Tú, Nguyễn Ngọc Huyền và Lưu Duy Khánh đảm nhận. Ngoài ra, bộ phim còn có sự tham gia của Minh Hòa, Nguyễn Hương Giang, Thanh Tú... Với vai diễn mới nhất này, Món quà của cha đã đánh dấu sự trở lại của Võ Hoài Nam kể từ phim Hương vị tình thân (2021). Nói về việc chuẩn bị cho vai diễn, Ngọc Huyền cho biết cô phải học thanh nhạc dưới sự chỉ đạo của ca sĩ Lan Quỳnh để phù hợp với vai Diệu Thảo. Minh Hòa thì tiết lộ bà đã đưa hình mẫu cô hàng xóm ngoài đời để phù hợp với vai bà Thủy trong bộ phim.
Buổi họp báo ra mắt phim đã được tổ chức vào ngày 10 tháng 7 năm 2023. Tác phẩm chính thức lên sóng VTV3 vào ngày 17 tháng 7 cùng năm, sau khi bộ phim Cuộc đời vẫn đẹp sao kết thúc, với tổng số tập là 21.

## Đón nhận
Trong những tập cuối, bộ phim đã đứng đầu top 10 chương trình được xem nhiều nhất trên phạm vi cả nước dựa trên bảng xếp hạng từ ngày 14 tháng 8 đến ngày 20 tháng 8 năm 2023 với con số 4.7 – mức cao nhất kể từ khi bộ phim lên sóng. Tuy nhiên, diễn xuất của Nguyễn Ngọc Huyền còn gây ra nhiều tranh cãi, thậm chí bị chê "diễn dở" vì tính cách hậu đậu, làm nảy sinh nhiều rắc rối. Trong tập 5 của bộ phim, câu thoại "ăn thịt chó" của nhân vật bà Thủy (Minh Hòa) đã gây ra nhiều tranh cãi trên mạng xã hội.
Cùng với phim Ngôi nhà bí ẩn, Món quà của cha đã đứng hạng 3 trong số 10 phim truyền hình Việt có tỷ suất người xem cao nhất cả nước năm 2023, ghi nhận rating trung bình là 4.3%.